# Batalla d'Útica (49 aC)
La batalla d'Útica fou un enfrontament de la Segona guerra civil romana, entre els bàndols dels Populares, liderats per Juli Cèsar, i la facció conservadora del Senat romà coneguda com a Optimats i liderada per Gneu Pompeu Magne. En aquest combat, el general de Cèsar Gai Escriboni Curió va derrotar a les tropes del rei Juba I de Numídia, aliat de Pompeu, que intentaven reforçar al governador optimat de la província d'Àfrica, Publi Ati Var.

## Preludi
Mentre Cèsar dirigia les seves tropes cap a Hispània, va deixar a Escriboni Curió al càrrec de quatre legions amb la missió d'assegurar Sicília i el nord d'Àfrica. Algunes d'aquestes legions s'havien passat al bàndol de Cèsar poc temps abans, a Corfinium, durant l'avanç de Cèsar per Itàlia i, per tant, la seva lleialtat era dubtosa.
Les forces conservadores estaven comandades per Publi Ati Var i sumaven 2 legions a Útica i una tercera a Hadrumetum. Ati Var comptava també amb el suport del seu aliat Juba I de Numídia, qui sentia una forta rancúnia vers Cèsar i Escriboni Curió.
Després d'assegurar ràpidament Sicília, Curió va embarcar amb 2 legions i 500 genets cap a Àfrica, desembarcant al Cap Bon (en la moderna Tunísia. Va avançar pel Golf de Tunis, arribant al riu Bagrades dos dies després. En aquells temps, el riu desembocava al mar al sud d'Útica, que era una ciutat costanera.
Curió va ordenar a les legions que s'aturessin al riu, mentre ell dirigia la cavalleria cap a la rodalia de la ciutat per estudiar la possibilitat d'acampar en el mateix lloc que Publi Corneli Escipió, Africanus, havia fet servir com a base per assetjar la ciutat 150 anys abans.
Curió va trobar que Ati Var havia acampat als afores de la ciutat, protegit per les muralles d'aquestes i els suburbis exteriors. De tornada del seu reconeixement, Curió va sorprendre una columna enemiga a qui va atacar per sorpresa, dispersant la cavalleria númida i capturant els queviures que transportaven a la ciutat.
Satisfet pels resultats del seu raid, Curió reuní totes les seves forces per acampar davant de la ciutat i mentre els seus homes treballaven en la construcció del camp, els seus exploradors l'informaren que s'aproximaven tropes fresques del rei Juba, amb la intenció de reunir-se amb Ati Var. Curió hi envià de nou la seva cavalleria, que caigué amb força sobre el desprevingut enemic causant fortes baixes entre la infanteria. La cavalleria númida es refugià a la ciutat.
Malauradament, aquella nit dos centurinos de Curió, de les legions que havien canviat de bàndol a Corfinium, van desertar. Prensentant-se davant d'Ati Var el van convèncer que la resta de les tropes de Curió també desertarien si tenien l'ocasió, així que Ati Var va presentar batalla l'endemà al matí. Curió va ordenar a les tropes que es preparessin per a la batalla, encarant a l'enemic davant d'una estreta vall. Ati Var va aconseguir infiltrar homes entre les tropes de Curió, amb l'objectiu de crear confusió i que aquests es passessin de costat, però els legionaris van romandre lleials i ambdós exèrcits acabaren retirant-se als seus campaments respectius. Curió va arengar als seus soldats per assegurar la seva lleialtat i va decidir atacar l'endemà

## La Batalla
L'endemà els dos exèrcits formaren de nou als dos costats de l'estreta vall. L'estretor de la mateixa significava que qualsevol que es mogués primer, estaria en seriosa desavantatge davant la posició elevada de l'enemic. El primer fou Ati Var.
Va ordenar a la cavalleria i infanteria lleugera que ataquessin l'ala esquerra de Curió, que al seu temps envià la mateixa cavalleria i dos cohorts. Els homes d'Ati Var foren derrotats, la cavalleria es posà en fuga i la infanteria lleugera fou massacrada. Aprofitant-ho, Curió ordenà la càrrega general que provocà el pànic entre els homes d'Ati Var, molts dels quals fugiren cap al seu campament.
Segons el mateix Cèsar, Ati Var va perdre 600 homes, més 1.000 ferits, la majoria massacrats mentre fugien, mentre que per part de Curió només va morir un legionari.

## Fets posteriors
Ati Var va aconseguir assegurar la posició en el seu campament, però degut als nombrosos ferits, finalment es va retirar dins de les muralles de la ciutat.
Curió va iniciar el setge d'Útica l'endemà i només les notícies que el mateix rei Juba es dirigia en socors de la ciutat van impedir que aquesta es rendís.
Quan el mateix Curió fou informat de l'arribada de Juba, va retirar el setge per atacar-lo, patint una catastròfica derrota a la batalla del Bagrades on resultaria mort.